# Еврейская теологическая семинария в Бреслау
Еврейская теологическая семинария в Бреслау, также бреславльская Еврейская теологическая семинария фонда Френкеля (нем. Jüdisch-Theologisches Seminar Fraenckel’sche Stiftung) — высшее учебное заведение, открывшееся в 1854 году в Бреславле (Бреслау, ныне Вроцлав, Польша) на средства мецената, банкира Ионаса Френкеля (Jonas Fraenckel) и просуществовавшее до 1938 года.
В некоторых источниках называется как Бреславльская теологическая семинария, Бреславльская раввинская семинария.

## История
В 1854 году в Бреслау, в Шлезии, Германская империя, было открыто, на средства банкира и мецената Ионаса Френкеля высшее учебное заведение Еврейская теологическая семинария.
Во главе семинарии стал Захария Франкель (1801—1875). Он стремился сделать семинарию центром еврейской науки, свободной от воздействия общин и частных лиц. В преподаватели были приглашены крупнейшие представители еврейской науки. Всё же выпуски оказались весьма посредственными.
Своему возникновению эта семинария, послужившая образцом для всех последующих, обязана ощущавшейся в то время y радикально настроенной части немецкого еврейства потребности в учреждении особого еврейского теологического факультета при немецких университетах. Идеологи радикальных элементов задавались целью приспособить еврейскую теологию к характеру протестантской теологии, что, по их мнению, служило бы не только средством для привлечения широких масс к прогрессу, но и было бы сильным стимулом к дарованию равноправия. Однако идея учреждения факультета не была осуществлена из-за существовавшего антисемитизма. Тогда берлинская община самостоятельно учредила теологические курсы для студентов университета, но и эти курсы вскоре закрылись. Следующим шагом стало появление Еврейской теологической семинарии в Бреслау.